# Dassault Super Mystère
Дассо «Супер Мистэ́р» (фр. Dassault Super Mystère) — французский истребитель-бомбардировщик, разработанный компанией Дассо Авиасьон в начале 1950-х годов. Первый серийный сверхзвуковой самолёт ВВС Франции. Выпускался малой серией, состоял на вооружении ВВС Израиля и Гондураса, участвовал в боевых действиях во время арабо-израильских войн (Шестидневной войны, Войны на истощение и Октябрьской войны).

## Разработка и конструкция
Super Mystère являл собой финальный этап эволюции реактивных истребителей компании Dassault Aviation начавшейся с истребителя Dassault Ouragan и продолженной моделями Dassault Mystère II и Dassault Mystère IV. В то время как более ранние варианты Mystère могли достигать сверхзвуковой скорости только при пикировании, Super Mystère мог превышать скорость звука в горизонтальном полете. Это было достигнуто благодаря новому тонкому крылу со стреловидностью 45° (по сравнению со стреловидностью 41° у Mystère IV и всего 33° в Mystère II) и использование турбореактивного двигателя с форсажной камерой.
Первый прототип Super Mystère B.1, оснащенный двигателем Rolls-Royce Avon RA.7R, поднялся в воздух 2 марта 1954 года. На следующий день самолет преодолел звуковой барьер в горизонтальном полете.
Получив название Super Mystère B2 (SMB2), самолет поступил в производство в 1957 году. Серийная версия отличалась от прототипа более мощным французским двигателем SNECMA Atar 101G. Всего было построено 180 самолетов этой версии.
В 1958 году были построены два прототипа Super Mystère B.4. Оснащенный новым крылом со стреловидностью 48° и более мощным двигателем SNECMA Atar 9B, самолет развивал скорость 1,4 Маха. Производство так и не было начато, поскольку на вооружение поступил более быстрый и современный истребитель Dassault Mirage III.
В 1973 году ВВС Израиля и ВВС Гондураса модернизировали свои самолеты Super Mystère B2, установив безфорсажную версию двигателя Pratt & Whitney J52-P8A, удлиненное сопло и новую авионику. На вооружении Израиля эти модернизированные истребители также были известны как IAI Sa'ar.

## Тактико-технические характеристики
Приведены данные Super Mystère B2.
Источник данных: Petit, J.-J., 1981.

Технические характеристики
- Экипаж: 1 пилот
- Длина: 14,13 м
- Размах крыла: 10,52 м
- Высота: 4,55 м
- Площадь крыла: 35 м²
- Угол стреловидности по линии 1/4 хорд: 45°
- База шасси: 5,52 м
- Колея шасси: 3,24 м
- Масса пустого: 6932 кг
- Нормальная взлётная масса: 9380 кг (с 2 × AIM-9)
- Максимальная взлётная масса: 11659 кг
- Объём топливных баков: 2670 л (с баком в отсеке для НАР + 2560 л в ПТБ)
- Силовая установка: 1 × ТРДФ SNECMA Atar 101 G
  - Бесфорсажная тяга: 1 × 34,3 кН (3500 кгс)
  - Форсажная тяга: 1 × 43,1 кН (4400 кгс)

Лётные характеристики
- Максимальная скорость: 1250 км/ч (М=1,15)
- Практическая дальность: 870 км
- Перегоночная дальность: 1175 км
- Продолжительность полёта: 2 ч 15 мин
- Практический потолок: 17000 м
- Скороподъёмность: 90 м/с
- Нагрузка на крыло: 268 кг/м²
- Тяговооружённость: 0,37/0,47 (без/с форсажем при нормальной взлётной массе)
- Длина разбега: 900 м

Вооружение
- Стрелково-пушечное: 2 × 30 мм пушки DEFA 552 с 150 патр. на ствол
- Точки подвески: 4
- Управляемые ракеты:  
  - ракеты «воздух-воздух»: 2 × AIM-9 или Rafael Shafrir
  - ракеты «воздух-поверхность»: 2 × AS-30L
- Неуправляемые ракеты:  
  - 35 × 67,5 мм ракет SNEB 68 во внутреннем отсеке
  - 2 × 6×105 мм ракет в блоках T 10 или
  - 2 × 19×67,5 мм ракет SNEB 68 в блоках MATRA
- Бомбы: 2 × 245 кг или 490 кг

## Боевое применение
Первый воздушный бой в своей истории Super Mystere провели 4 ноября 1959 года. В бою сошлись пара израильских Super Mystere и пара египетских МиГ-17Ф. В результате боя израильтяне потеряли один истребитель с бортовым номером 30, израильский пилот Давид Иври, будущий командующий ВВС Израиля, успел катапультировался.
Применялся Израилем в Шестидневной войне 1967 года. 5 июня четвёрка израильских «Супер Мистеров» уничтожила главную иорданскую РЛС «Markoni 247» на горе Алджун. Этот радар был построен британцами и был мощнейшим в Иордании. Всего в ходе войны израильские SMB.2 105-й эскадрильи совершили 509 вылетов. По израильским данным 9 самолётов было потеряно, из них 4 было сбито «МиГами» и 1 мог быть сбит бомбардировщиком Су-7. «Супер Мистеры» сбили 5—6 арабских самолётов, в том числе один-два египетских Ил-14 и два-три сирийских МиГ-21, а также десятки уничтожили на земле.
В 1968 году два израильских SMB.2 было сбито над Иорданией, причём один был сбит иракскими зенитчиками находившимися на иорданской территории.
В войне 1973 года израильские «Супер Мистеры» истребили механизированную бригаду египетской армии, вышедшую за пределы зоны прикрытия египетской ПВО. Арабами было сбито 5 «Супер Мистеров» (4 «Шилками» и 1 ЗРК «Квадрат»), ещё 1 разбился при взлёте.
Применялся Гондурасом для поддержки боевиков «контрас» в борьбе с СНА. 17 марта 1988 года на границе с Никарагуа «Супер Мистерам» удалось подловить на стоянке группу вертолётов Ми-17 и Ми-25 сандинистов. Во время обстрела лишь одному гондурасу удалось нанести незначительные повреждения одному вертолёту Ми-25.
10 марта 1987 «Супер Мистеры» ВВС Гондураса сбили самолёт DC-3 «Дакота».